# Alouette (chanson)
Pour les articles homonymes, voir Alouette.

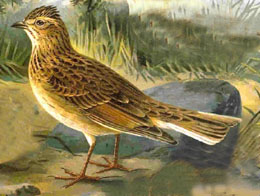
Alouette des champs

Alouette est une comptine canadienne-française très populaire dans le monde francophone. Elle remonterait au XIXe siècle. 
Le folkloriste Marius Barbeau défend l’idée que la chanson vient de France, mais James J. Fuld, dans The Book of World-Famous Music (New York 1966), souligne que la première version écrite, sous le titre « Alouetté », parut dans A Pocket Song Book for the Use of the Students and Graduates of McGill College (Montréal, 1879). La chanson fut ensuite publiée sous son titre « Alouette » dans le McGill College Song Book (Montréal 1885).
C'est une chanson à récapitulation : la même formule est répétée chaque fois et les parties du corps se cumulent.
Tout au long de la comptine, l'alouette se fait progressivement déplumer (tête, bec, yeux, cou, ailes, pattes, queue et dos).

## Paroles et musique
Refrain :
Alouette, gentille alouette,
Alouette, je te plumerai.
| Un Je te plumerai la tête. Et la tête ! Et la tête ! Alouette, Alouette ! (au refrain) Deux Je te plumerai le bec. Et le bec ! (bis) Et la tête ! (bis) Alouette ! (bis) (au refrain) Trois Je te plumerai les yeux. Et les yeux ! (bis) Et le bec ! (bis) Et la tête ! (bis) Alouette ! (bis) (au refrain) Quatre Je te plumerai le cou. Et le cou ! (bis) Et les yeux ! (bis) Et le bec ! ((bis) Et la tête ! (bis) Alouette ! (bis) (au refrain) | Cinq Je te plumerai les ailes. Et les ailes ! (bis) Et le cou ! (bis) Et les yeux ! (bis) Et le bec ! (bis) Et la tête ! (bis) Alouette ! (bis) (au refrain) Six Je te plumerai les pattes. Et les pattes ! (bis) Et les ailes ! (bis) Et le cou ! (bis) Et les yeux ! (bis) Et le bec ! (bis) Et la tête ! (bis) Alouette ! (bis) (au refrain) | Sept Je te plumerai la queue. Et la queue ! (bis) Et les pattes ! (bis) Et les ailes ! (bis) Et le cou ! (bis) Et les yeux ! (bis) Et le bec ! (bis) Et la tête ! (bis) Alouette ! (bis) (au refrain) Huit Je te plumerai le dos. Et le dos ! (bis) Et la queue ! (bis) Et les pattes ! (bis) Et les ailes ! (bis) Et le cou ! (bis) Et les yeux ! (bis) Et le bec ! (bis) Et la tête ! (bis) Alouette ! (bis) (au refrain) |

## Film
Le court-métrage d'animation Alouette par Norman McLaren et René Jodoin, produit en 1944 par l'Office national du film du Canada, est une adaptation de la chanson,.
Elvis Presley interprète une adaptation anglaise "Almost Always True" dans le film "Blue Hawaii" (en français "Sous le ciel bleu de Hawaï").